# 김영구 (1920년)
김영구(1920년 12월 29일~2007년 3월 20일)는 대한민국의 정치인이다. 제5대 국회의원을 지냈다.

## 역대 선거 결과
|  | 37.02% |

|  | 24.33% |